# Загроди-Лукувецькі
Загроди-Лукувецькі (пол. Zagrody Łukówieckie) — село в Польщі, у гміні Фірлей Любартівського повіту Люблінського воєводства.
Населення — 199 осіб (2011).
У 1975-1998 роках село належало до Люблінського воєводства.

## Демографія
Демографічна структура станом на 31 березня 2011 року:
|          | Загалом | Допрацездатний вік | Працездатний вік | Постпрацездатний вік |
| -------- | ------- | ------------------ | ---------------- | -------------------- |
| Чоловіки | 99      | 22                 | 67               | 10                   |
| Жінки    | 100     | 19                 | 60               | 21                   |
| Разом    | 199     | 41                 | 127              | 31                   |